# Xanthorhiza simplicissima
Xanthorhiza simplicissima är en ranunkelväxtart som beskrevs av Humphry Marshall. Xanthorhiza simplicissima ingår i släktet Xanthorhiza och familjen ranunkelväxter. Inga underarter finns listade i Catalogue of Life.

## Bildgalleri

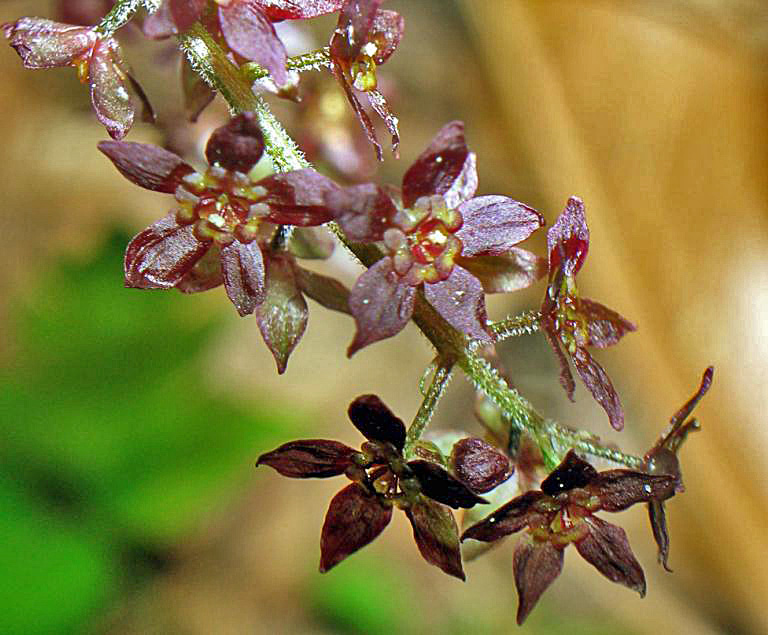